# The Jerusalem Post
The Jerusalem Post är en israelisk engelskspråkig dagstidning som har sitt högkvarter i Jerusalem. Tidningen grundades 1932 av Gershon Agron. Ursprungligen var tidningen vänsterorienterad. 1989 köpte det Tel Aviv-baserade företaget Hollinger Group tidningen, och numera betraktas den som högerorienterad.